# 工农共产党
工农共产党（烏克蘭語：Комуністична партія робітників і селян，羅馬化：Komunistychna Partiya Robitnykiv i Selian，缩写为KPRS）是乌克兰的一个已不存在的共产主义政党。该党成立于2001年，分裂自乌克兰共产党。该党的首任主席是Oleksander Mykolayovych Yakovenko。2015年9月30日，该党被乌克兰当局取缔。